# Kim Han-yoon
Kim Han-yoon ((김한윤?, 金漢潤?); Gyeongsan, 11 luglio 1974) è un ex calciatore sudcoreano, di ruolo centrocampista.

## Statistiche

### Cronologia presenze e reti in Nazionale
| Cronologia completa delle presenze e delle reti in nazionale ― Corea del Sud | Cronologia completa delle presenze e delle reti in nazionale ― Corea del Sud | Cronologia completa delle presenze e delle reti in nazionale ― Corea del Sud | Cronologia completa delle presenze e delle reti in nazionale ― Corea del Sud | Cronologia completa delle presenze e delle reti in nazionale ― Corea del Sud | Cronologia completa delle presenze e delle reti in nazionale ― Corea del Sud | Cronologia completa delle presenze e delle reti in nazionale ― Corea del Sud | Cronologia completa delle presenze e delle reti in nazionale ― Corea del Sud |
| Data                                                                         | Città                                                                        | In casa                                                                      | Risultato                                                                    | Ospiti                                                                       | Competizione                                                                 | Reti                                                                         | Note                                                                         |
| ---------------------------------------------------------------------------- | ---------------------------------------------------------------------------- | ---------------------------------------------------------------------------- | ---------------------------------------------------------------------------- | ---------------------------------------------------------------------------- | ---------------------------------------------------------------------------- | ---------------------------------------------------------------------------- | ---------------------------------------------------------------------------- |
| 3-6-2005                                                                     | Tashkent                                                                     | Uzbekistan                                                                   | 1 – 1                                                                        | Corea del Sud                                                                | Qual. Mondiali 2006                                                          | -                                                                            |                                                                              |
| 8-6-2005                                                                     | Madinat al-Kuwait                                                            | Kuwait                                                                       | 0 – 4                                                                        | Corea del Sud                                                                | Qual. Mondiali 2006                                                          | -                                                                            | 60’                                                                          |
| 31-7-2005                                                                    | Daejeon                                                                      | Corea del Sud                                                                | 1 – 1                                                                        | Cina                                                                         | Coppa dell'Asia orientale 2005                                               | -                                                                            |                                                                              |
| 4-8-2005                                                                     | Jeonju                                                                       | Corea del Sud                                                                | 0 – 0                                                                        | Corea del Nord                                                               | Coppa dell'Asia orientale 2005                                               | -                                                                            | 40’ 84’                                                                      |
| Totale                                                                       |                                                                              | Presenze                                                                     | 4                                                                            |                                                                              | Reti                                                                         | 0                                                                            |                                                                              |